# Bernard Drévillon
Pour les articles homonymes, voir Drévillon.
Bernard Drévillon, né le 2 février 1946 à Saint-Gildas-de-Rhuys (Morbihan), est un physicien français. Directeur de Recherche à l'École polytechnique, il est spécialisé dans la physique des couches minces et des nanomatériaux, notamment de l'imagerie polarimétrique et ses applications dans le domaine biomédical.
Médaille d'argent du CNRS en 1995, il a été élevé au grade de Chevalier de la Légion d'honneur et Officier des Palmes académiques. Bernard Drévillon a reçu le titre de Fellow de SPIE, société internationale de l'optique et de la photonique, distinction apportée dans les domaines multidisciplinaires de l'optique, de la photonique et l'imagerie.

## Biographie
Bernard Drévillon est Docteur ès-Sciences Physiques de l'Université d'Orsay ; il commence sa carrière scientifique dans la physique des hautes énergies de 1969 jusqu'en 1979.
Directeur du laboratoire de physique des interfaces et des couches minces (PICM)  de 1999 à 2012 à l'École polytechnique. Bernard Drévillon est l'inventeur de l'ellipsométrie à modulation de phase, instrument transféré à la société Horiba Jobin Yvon.
Spécialiste des applications photovoltaïques en couches minces à base de silicium, Bernard Drévillon est à l'origine de la création d'une Équipe de Recherche Commune entre le PICM et la compagnie TOTAL via sa branche Énergies Nouvelles. Il est l'un des porteurs du projet d’Institut Photovoltaïque d’Île-de-France (IEED).
Bernard Drévillon compte plus de 250 publications dans des revues internationales et 25 brevets déposés.
Invités dans plus de 50 conférences internationales, Bernard Drévillon est l'éditeur en chef de la revue European Physical Journal - Applied Physics .
Professeur Associé à l'École polytechnique et Vice-Président du Département de Physique, Bernard Drévillon est responsable du Master international «Renewable Energy Science and Technology» .

## Distinctions et récompenses
- Chevalier de la Légion d'honneur en 1995
- Officier des Palmes académiques en 1995
- Prix Y. Rocard de la Société française de physique en 1992
- Médaille d'argent du CNRS en 1995
- Équipe de recherche de l'année - Sciences des matériaux (CNRS - Nouvel Economiste) en 1996
- 91 d’or (MEDEF, Essonne) en 1999
- SPIE Fellow (International Society for Optical Engineering) depuis 2003
- Lauréat du Prix de l’Innovation de l'École polytechnique en 2012